# Taoiseach
Taoiseach (plural Taoisigh) é o termo que na língua gaélica irlandesa designa o chefe de governo da República da Irlanda. É nomeado pelo presidente perante a nomeação do Dáil Éireann (a câmara baixa do Parlamento Irlandês), e deve, de modo a permanecer no cargo, obter apoio de uma maioria no Dáil.
O atual Taoiseach é Micheál Martin, empossado em 23 de janeiro de 2025.
A palavra tem como significado "chefe" ou "líder" em gaélico irlandês e foi adotada com a Constituição Irlandesa de 1937 em substituição do título de primeiro-ministro. Taoiseach é o título oficial do cargo tanto em inglês como em irlandês. Fora da Irlanda, o Taoiseach é, muitas vezes, comumente referido como Primeiro-Ministro da Irlanda.

## Visão geral
Segundo a Constituição Irlandesa, o Taoiseach é nomeado por uma maioria simples do Dáil Éireann. É depois designado para o cargo pelo presidente, que deve indigitar quem quer que tenha sido selecionado sem que este/a tenha a opção de rejeitar o cargo.
Caso o Taoiseach perca o apoio da maioria no Dáil Éireann, este/a não é automaticamente removido do cargo mas deve, em vez disso, demitir-se ou a persuadir o presidente para que dissolva o Dáil. O presidente pode recusar-se a tal e, consequentemente, forçar o Taoiseach a entregar a sua demissão, mas até à data, nenhum presidente exerceu esta prerrogativa, apesar de se darem circunstâncias para tal em 1944, 1994 e em 1982, por duas vezes. O Taoiseach pode perder o apoio do Dáil Éireann através de uma moção de censura, do fracasso de uma moção de confiança ou, em alternativa, da recusa de fundos (loss of supply) por parte do Dáil. No caso de demissão, o Taoiseach continua a exercer os deveres e funções do ofício até à nomeação do seu sucessor.

### Salário
Desde 2013, o salário anual do Taoiseach é de 185,350€. Foi sujeito a um corte de 14,187€ depois da chegada de Kenny ao cargo, para um total de 200,000€, e foi mais tarde recortado para os 185,350€ do Acordo de Haddington Road em 2013.
Um aumento de 38,000€ foi deferido em 2007 após a eleição de Brian Cowen como Taoiseach, e em outubro de 2008, o governo irlandês anunciou um corte de 10% no salário de todos os ministros, incluindo o Taoiseach. No entanto, o corte foi de caráter voluntário e, como resultado, os salários permaneceram oficialmente iguais, com os ministros e o Taoiseach a recusar 10% do seu salário. A medida gerou controvérsia em dezembro de 2009 quando um corte de 20% no salário foi calculada tendo em conta a quantia oficial e não a vigente. Para além do seu salário, o Taoiseach dispõe de uma quantia adicional de 118,981 euros de despesa anual.

### Residência
O Taoiseach não dispõe de residência oficial. Porém em 2008 surgiram rumores que o antigo Steward's Lodge em Farmleigh, adjacente ao Parque Fénix, seria convertido na residência oficial da presidência, sem que, no entanto, houvesse quaisquer declarações ou tomadas de decisão oficiais. A pousada, parte da herdade de Farmleigh, foi adquirida pelo estado irlandês em 1999 por 29,2 milhões de euros e renovada por perto de 600,000€ em 2005 pelo Gabinete de Obras Públicas. Os primeiro-ministro Bertie Ahem não fez uso da residência, mas o seu sucessor Brian Cowen usou-a "de tempos a tempos".

## Lista de primeiros-ministros
Antes da promulgação da Constituição de 1937, o chefe de governo era designado de Presidente do Conselho Executivo. Este cargo foi assumido pela primeira vez por W. T. Cosgrave do Cumann na nGaedheal, de 1922 a 1932, e depois por Éamon de Valera do Fianna Fáil de 1932 a 1937. Por norma, a listagem dos Taoisigh inclui Cosgrave, por isso e por exemplo, Micheál Martin  é considerado o 15.º Taoiseach e não o 14.º.

### Como presidente do Conselho Executivo
| Nome | Nome            | Imagem | Mandato   | Partido             |
| ---- | --------------- | ------ | --------- | ------------------- |
|      | W. T. Cosgrave  |        | 1922-1932 | Cumann na nGaedhael |
|      | Éamon de Valera |        | 1932-1937 | Fianna Fáil         |

### ComoTaoiseach
| Nome | Nome              | Imagem | Mandato                                          | Partido     |
| ---- | ----------------- | ------ | ------------------------------------------------ | ----------- |
|      | Éamon de Valera   |        | 30 de dezembro de 1937 - 19 de dezembro de 1948  | Fianna Fáil |
|      | John A. Costello  |        | 19 de dezembro de 1948 - 18 de junho de 1951     | Fine Gael   |
|      | Éamon de Valera   |        | 18 de junho de 1951 - 16 de julho de 1954        | Fianna Fáil |
|      | John A. Costello  |        | 16 de julho de 1954 - 31 de julho de 1957        | Fine Gael   |
|      | Éamon de Valera   |        | 31 de julho de 1957 - 24 de junho de 1959        | Fianna Fáil |
|      | Seán Lemass       |        | 24 de junho de de 1959 - 10 de novembro de 1966  | Fianna Fáil |
|      | Jack Lynch        |        | 10 de novembro de 1966 - 5 de março de 1973      | Fianna Fáil |
|      | Liam Cosgrave     |        | 5 de março de 1973 - 6 de agosto de 1977         | Fine Gael   |
|      | Jack Lynch        |        | 6 de agosto de 1977 - 27 de setembro de 1979     | Fianna Fáil |
|      | Charles Haughey   |        | 27 de setembro de 1979 - 4 de novembro de 1981   | Fianna Fáil |
|      | Garret FitzGerald |        | 4 de novembro 1981 - 8 de janeiro de 1982        | Fine Gael   |
|      | Charles Haughey   |        | 8 de janeiro de 1982 - 3 de outubro de 1982      | Fianna Fáil |
|      | Garret FitzGerald |        | 3 de outubro de 1982 - 3 de abril de 1987        | Fine Gael   |
|      | Charles Haughey   |        | 3 de abril de 1987 - 11 de fevereiro de 1992     | Fianna Fáil |
|      | Albert Reynolds   |        | 11 de fevereiro de 1992 - 15 de dezembro de 1994 | Fianna Fáil |
|      | John Bruton       |        | 15 de dezembro de 1994 - 26 de junho de 1997     | Fine Gael   |
|      | Bertie Ahern      |        | 26 de junho de 1997 - 7 de maio de 2008          | Fianna Fáil |
|      | Brian Cowen       |        | 7 de maio de 2008 - 9 de março de 2011           | Fianna Fáil |
|      | Enda Kenny        |        | 9 de março de 2011 - 14 de junho de 2017         | Fine Gael   |
|      | Leo Varadkar      |        | 14 de junho de 2017 - 27 de junho de 2020        | Fine Gael   |
|      | Micheál Martin    |        | 27 de junho de 2020 - 17 de dezembro de 2022     | Fianna Fáil |
|      | Leo Varadkar      |        | 17 de dezembro de 2022 - 9 de abril de 2024      | Fine Gael   |
|      | Simon Harris      |        | 9 de abril de 2024 - 23 de janeiro 2025          | Fine Gael   |
|      | Micheál Martin    |        | 23 de janeiro 2025 - incumbente                  | Fianna Fáil |